# Вулиця Газова (Львів)
Вулиця Газова — вулиця у Галицькому районі міста Львова, неподалік історичного центру міста. Починається між будинками № 39 та № 41 на вулиці Пантелеймона Куліша і утворює неправильну перевернуту букву «Т», та сполучається з вулицею Цеховою.

## Історія
На вулиці зберігся комплекс споруд, з якими пов'язана назва вулиці — будівлі колишнього газового заводу (від радянських часів — завод газової апаратури) — він почав свою роботу 1 вересня 1858 року. Під будівництво магістрат виділив ділянку старої торговиці худобою, поблизу вулиці Сонячної (нині вул. Пантелеймона Куліша). Відтоді вулиця має назву Газова. За угодою, у 1898 році газовня безоплатно переходила у власність міста. 1940 року радянська влада націоналізує газове господарство міста, створено управління «Львівгаз», у 1947 році реорганізоване у трест, який увібрав всі галузі цього господарства. До нього увійшов і завод газової апаратури, який перед тим облаштували на місці старої міської газовні. 
У 2016 році на вулиці Газовій провели реконструкцію під час якої замінили інженерні мережі, перемостили покриття тротуарів та проїзну частину.

## Забудова
В архітектурному ансамблі вулиці Газової переважають класицизм, віденська сецесія, конструктивізм, промислова забудова XIX—XX століть, житлово-офісна XXI століття. Пам'ятки архітектури місцевого або національного значення на вулиці відсутні.

### Будинки
№ 5а — п'ятиповерховий житловий будинок з мансардою та вбудованим паркінгом, зданий в експлуатацію у 2019 році. На першому поверсі будинку міститься відділення № 75 ТОВ «Нова пошта».
№ 6 — житловий будинок. Тут у міжвоєнний період працювала пекарня Абраґама Корба, а власник пекарні мешкав у сусідньому будинку, що на вулиці Сонячній, 45 (нині — вулиця Пантелеймона Куліша).
№ 8 — житловий будинок. На першому поверсі будинку міжвоєнний період працювала ювелірна крамниця купця Хаїма Шрайбера.
№ 12 — житловий будинок. На першому поверсі будинку у міжвоєнний період працювала перукарня Стерек.
№ 16 — житловий будинок. Тут у міжвоєнний період працювала перукарня Цайґера.
№ 17 — будинок адміністрації колишньої львівської міської газовні. Нині тут міститься головний офіс АТ «Оксі Банк».
№ 18 — у міжвоєнний період власником будинку, відповідно і лазні, що містилася у ньому був Саломон Фанд. Нині цієї адреси не існує. 
№ 26 — чотириповерхова будівля, четвертий поверх якої займає готель-хостел «Вітан», решта поверхів використовуються як офісні приміщення різних компаній.
№ 28 — двоповерхова будівля котельні, споруджена, ймовірно, за спільним проєктом архітекторів Альфреда Каменобродського та Міхала Лужецького у 1890-х роках. Нетинькована цегляна споруда була характерним зразком промислової архітектури кінця XIX століття з елементами неоготики й неороманського стилю. У 2010-х роках будівля котельні не використовувалося та перебувала у занедбаному стані. Близько 2020 року, її знесли.
№ 30а — будівля комерційного призначення, в якій у 2003—2016 роках містився гіпермаркет електроніки «Шок». Від 2016 року тут міститься дитячий розважальний центр «Планета мрій».
№ 32 — двоповерховий будинок, в якому міститься хостел «Епл».
№ 34 — одноповерховий будинок, в якому міститься офіс компанії «Робітня» (електромонтаж, енергозабезпечення, впровадження прогресивних енергозберігаючих технологій на ринку промисловості та громадського будівництва), а також майстерня та прокат карнавальних костюмів.
№ 36/3 — одноповерхова будівля, в якій розташоване почесне консульство держави Ізраїль у Західному регіоні України.

## Транспорт
Рішенням ухваленим на засіданні міської комісії з безпеки дорожнього руху 10 квітня 2019 року на частині вулиці Газової, від вулиці Куліша до будинку № 12 на вулиці Газовій, запровадили односторонній рух. Рух від будинку № 12 на вулиці Газовій до вул. Цехової залишився двостороннім. З території колишнього газового заводу є проїзд на вулицю Джерельну.